# Aristodemos (soldaat)
Aristodemos (Ἀριστοδημος) of Aristodamos (Ἀριστοδαμος) was een Spartaanse soldaat in de Slag bij Thermopylae en de Slag bij Plataeae.
Aristodemos werd door Leonidas uitgekozen om als een van de Spartiaten naar Thermopylae te gaan om daar het Perzische invasieleger tegen te houden in de nauwe pas bij Thermopylae. Aristodemos en een andere Spartaan, Eurythos, kregen een oogontsteking en werden naar een dorp gestuurd om verzorgd te worden. Nadat beiden hadden gehoord dat Leonidas bijna alle bondgenoten had weggezonden, wilde Eurythos, blind of niet, terugkeren naar de slag, maar Aristodemos besloot om terug te keren naar Sparta. Daar werd hij bestempeld als een lafaard. Toen de Perzen ter zee waren verslagen in de slag bij Salamis en koning Xerxes I was teruggekeerd naar Perzië, was het Perzische landleger nog steeds in Griekenland. De Grieken stuurden er een groot leger op af waartoe Aristodemos ook behoorde. Hier streed hij erg dapper, maar hij verliet het gelid en hierdoor werd hij dan ook gedood door de Perzen. 
Het is bij de Spartanen de gewoonte om na een veldslag grote eer te geven aan de strijder die het dapperst gevochten had. Aristodemos kwam hiervoor in aanmerking, maar omdat men besliste dat Aristodemos dit enkel had gedaan om zijn eer te redden en hierbij te sterven, kreeg hij deze eer niet, maar zijn eerdere lafheid werd hem wel vergeven.
Er was nog een andere Spartaanse soldaat die de Slag bij Thermopylae had overleefd. Hij heette Pantites. Hij was door Leonidas op missie gezonden naar Thessalië. Hij kwam te laat terug om nog mee te doen aan de slag bij Thermopylae, en omdat de Spartanen hem oneervol vonden, verhing hij zichzelf.

## bronnen
- Herodotus, Historiën, boek VII